# 丹尼尔·福克斯
丹尼爾·"丹尼"·霍斯（英語：Daniel "Danny" Fox，1986年5月29日—）是一名在英格蘭出生的蘇格蘭職業足球員，司職左閘或左翼，目前為自由身。
霍斯曾代表英格蘭U21參加國際賽，其後轉籍代表蘇格蘭成年隊，於2009年11月負於威爾斯首次上陣。

## 生平

### 球會
愛華頓
霍斯在英格蘭柴郡的民政教區温斯福德（Winsford）出生，出身於愛華頓的青訓系統，2004年5月簽署職業合約，僅曾於10月主場對阿士東維拉獲選為一隊沒有上陣的後補球員，時年18歲。
外借斯特蘭拉爾
他於2005年獲外借到蘇乙球會斯特蘭拉爾，期間上陣11場，在對伯威克（Berwick Rangers）射入1球，並協助球隊獲得聯賽亞軍及取得升班蘇甲的資格。2005年夏季他遭愛華頓棄用。
華素爾
華素爾隨即羅致霍斯，簽約兩年。效力期間在各項賽事上陣超過100場。2006/07年球季華素爾獲得乙組〈第四級〉聯賽冠軍及升班甲組〈第三級〉。他與列斯聯在2008年1月轉會窗期間扯上關係，據報列斯聯提出連同附加條款的30萬英鎊出價被華素爾一口回絕，但合約將於球季結束後屆滿的霍斯拒絕簽署球會提供的新約。霍斯雖然在季後約滿，由於未滿24歲，華素爾仍然可以向其加盟的球會收取補償金。
高雲地利
華素爾一度接納高車士打沒有透露金額的出價，但高雲地利後發先至，成功與華素爾達成交易金額，在2008年1月28日將霍斯收歸旗下，簽約三年半，72小時後，霍斯的隊友史葛·丹恩（Scott Dann）亦追隨其後轉投理光運動場，兩人身價合計約110萬英鎊。2009年4月26日霍斯入選「PFA英冠年度最佳陣容」。
些路迪
2009年7月16日諾定咸森林出價約200萬英鎊希望將霍斯帶到城市足球場，但被高雲地利拒絕。7月23日高雲地利接納蘇超球會些路迪的出價，霍斯前赴格拉斯哥凯尔特人公园球场接受體測，他於翌日簽署合約，為期四年半，轉會費沒有透露，但據報為150萬英鎊，隨即安排在溫布萊盃（Wembley Cup）上陣出戰艾哈利。
霍斯為些路迪上陣首場競爭性賽事是2009年7月29日在歐聯外圍賽主場0-1負於莫斯科戴拿模。他更負責主踢自由球的任務，但沒有直接取得入球，只曾在對聖莊士東及登地聯交出數次助攻。
般尼
在格拉斯哥僅逗留了6個月，2010年1月29日霍斯返回英格蘭加盟新升英超的般尼，簽約三年半，轉會費沒有透露，相信金額為180萬英鎊。2月6日首次上陣主場對韋斯咸，霍斯交出1次助攻外，更射入奠勝球以2-1取勝，並壓過對手脫離降班區域。但最終般尼由於整體實力不足，僅在英超一季便降班返回英冠。霍斯隨隊降班在英冠角逐一個球季，但未能取得升班資格。
修咸頓
2011年8月11日於英冠球季剛展開一輪賽事後，霍斯轉投新升班英冠的修咸頓，轉會費沒有透露，簽約四年。
外借諾定咸森林
2014年1月30日，修咸頓將霍斯外借到英冠的諾定咸森林，借用期至球季結束。
諾定咸森林
2014年5月9日，諾定咸森林免轉會費從修咸頓正式簽入霍斯，合約為期三年。

### 國家隊
霍斯與高雲地利隊友一史葛·丹恩同獲英格蘭U21徵召備戰於2008年3月25日對波蘭的賽事，霍斯正選上陣並踢足全場90分鐘。
同年年尾霍斯宣佈以其蘇格蘭祖父的血緣可以代表蘇格蘭國家隊參賽，他入選2009年10月對日本的友誼賽，但在為些路迪上陣時受傷而退隊。霍斯最終在11月14日首次代表蘇格蘭上陣，作客卡迪夫城運動場以0-3敗於威爾斯腳下。

## 榮譽

### 球會
華素爾
- 英格蘭乙組聯賽〈第四級〉冠軍：2006/07年；

### 個人
- 高雲地利球員先生：2009年；
- PFA英冠年度最佳陣容：2008/09年；
- 斯特蘭拉爾年度最佳青年球員：2004年；

## 外部連結
- 諾定咸森林官網簡歷
- 般尼官網簡歷
- 足球数据库：丹尼·霍斯的球员统计数据